# Saint-Thomas (Quebec)
Saint-Thomas es un municipio canadiense situado en la provincia de Quebec.

## Superficie
Saint-Thomas tiene una superficie de 94,57 km².

## Demografía
En 2021, tenía 3496 habitantes, una densidad poblacional de 37 hab./km², y 1521 viviendas.